# Seskarö kyrka
Seskarö kyrka är en kyrkobyggnad som tillhör Haparanda församling i Luleå stift. Den ligger på ön Seskarö.

## Kyrkobyggnaden
Träkyrkan uppfördes 1928 - 1929 efter ritningar av byggmästaren Hjalmar Olsson och invigdes 18 augusti 1929 av biskop Olof Bergqvist. Kyrkan består av ett enskeppigt långhus med rektangulär grundplan. I väster finns ett smalare lägre kor med vidbyggd sakristia. I öster står kyrktornet som är uppdelat i tre avsatser och till sin form inspirerad av de bottniska klockstaplarna. 
Långhuset täcks av ett sadeltak, korets tak är valmat och kyrktornet har svänga takfall. Taken är beklädda med spån. Fasaderna är klädda med vitmålad stående träpanel.
1945 genomgick kyrkan en total restaurering och återinvigdes 18 november av biskop Bengt Jonzon.

## Interiör
Vapenhuset ligger traditionellt i tornets bottenvåning. Det smalare koret har ett golv som ligger två trappsteg ovanför långhusets golv. Innertaket är svagt tunnvälvt över mitten och klätt med träpanel målad i blågrå ton. Väggarna är målade i ljusgrått. Golvet är av fernissat trä. Bänkinredningen är fast i öppna kvarter. Orgelläktaren är byggd som en balkong med svängda sidor och bärs upp av marmorerade kolonner.

## Inventarier
- Altartavlan är målad av Gerda Höglund.
- På kortväggen vid sidan av koret hänger predikstolen som nås via sakristian.
- Orgeln byggdes år 1984 av Grönlunds Orgelbyggeri AB Gammelstad.

| Man I. Huvudverk | Man II. Svällverk   | Pedal       |
| ---------------- | ------------------- | ----------- |
| Rörflöjt 8'      | Gedackt 8'          | Subbas 16'  |
| Principal 4'     | Rörflöjt 4'         | Borduna 8'  |
| Koppelflöjt 4'   | Principal 2'        | Koralbas 4' |
| Waldflöjt 2'     | Sifflöjt 1'         | Fagott 16'  |
| Mixtur 3 chor    | Sesquialtera 2 chor |             |
|                  | Tremulant           |             |

## Bilder

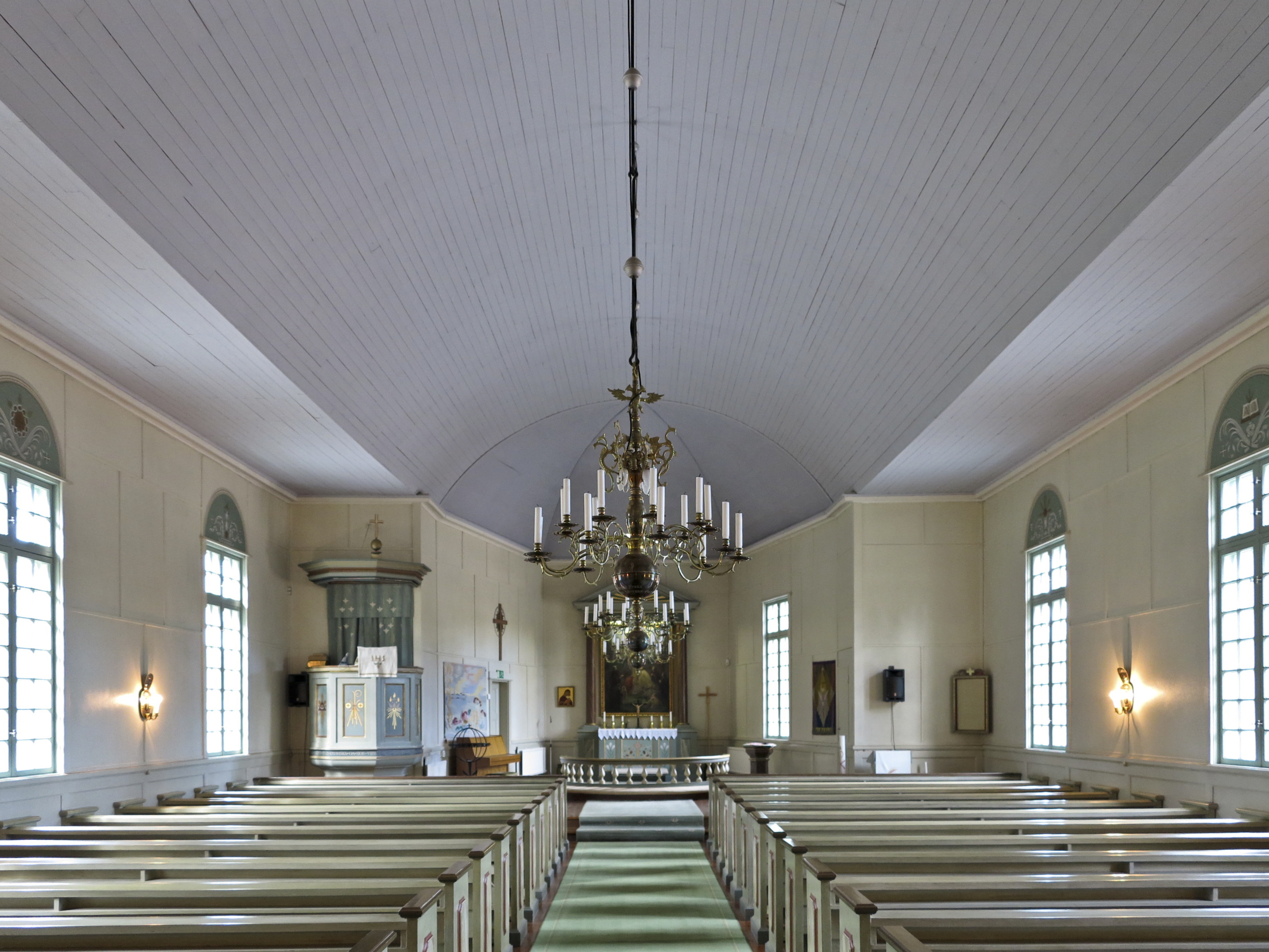
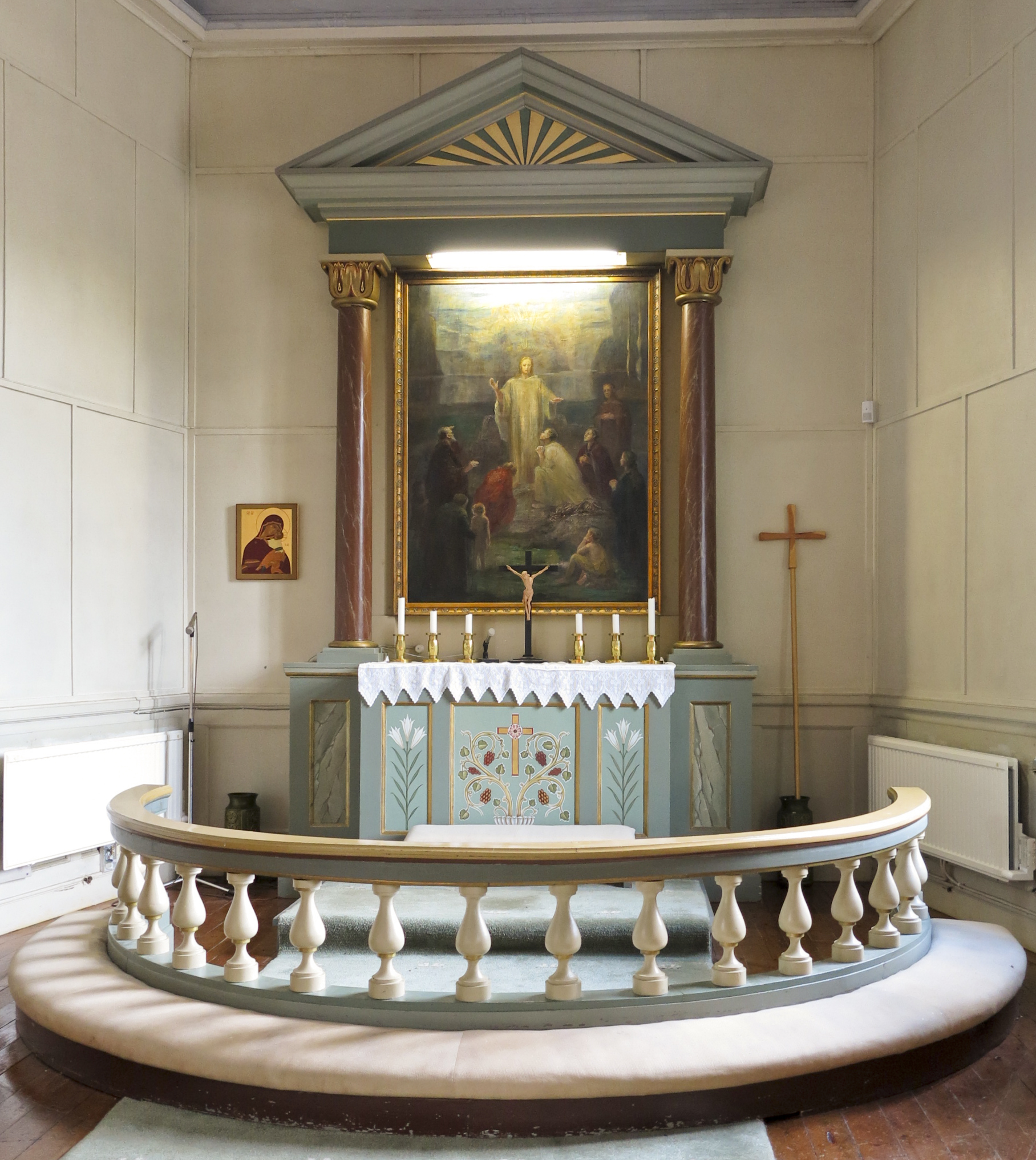
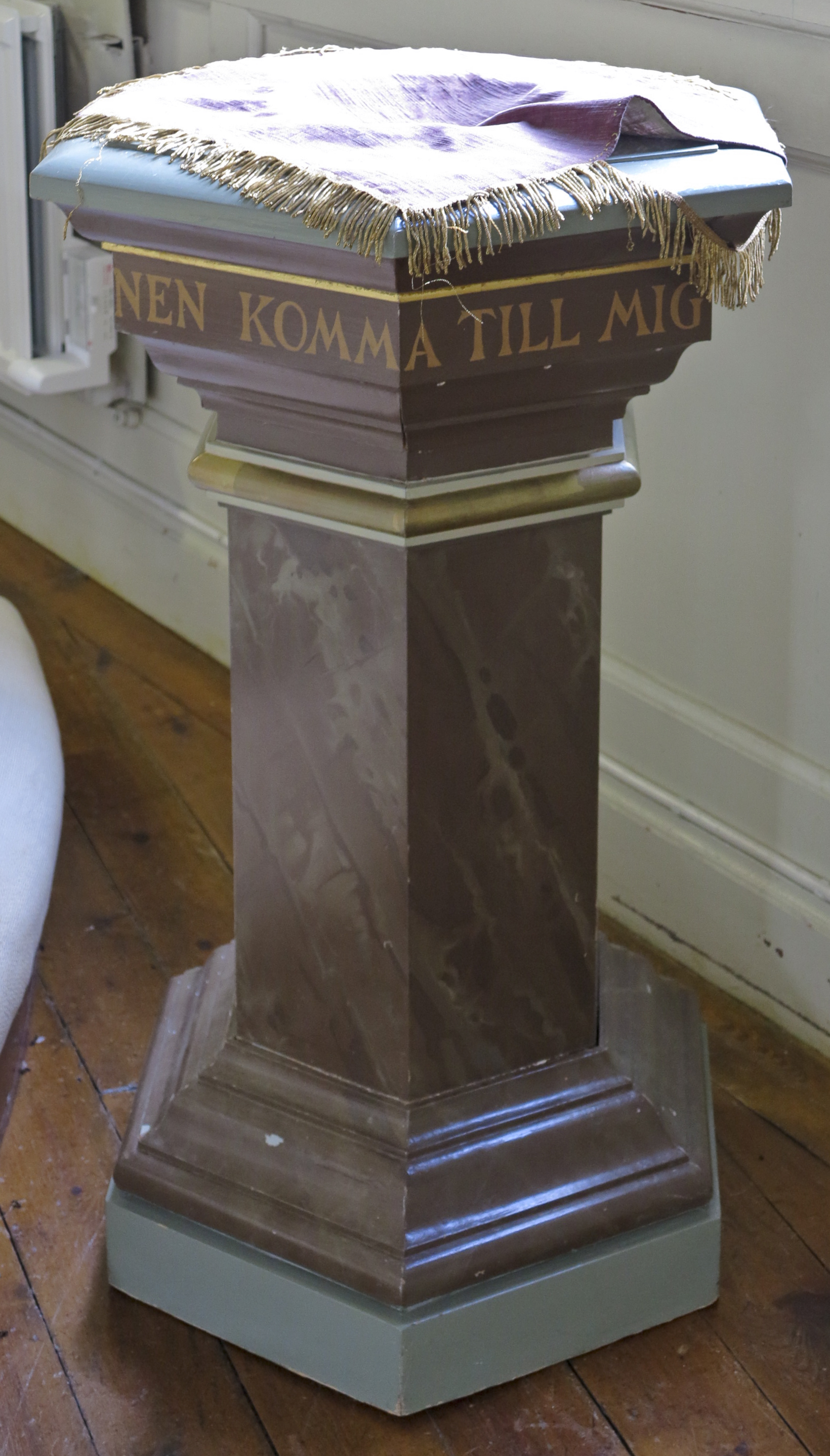
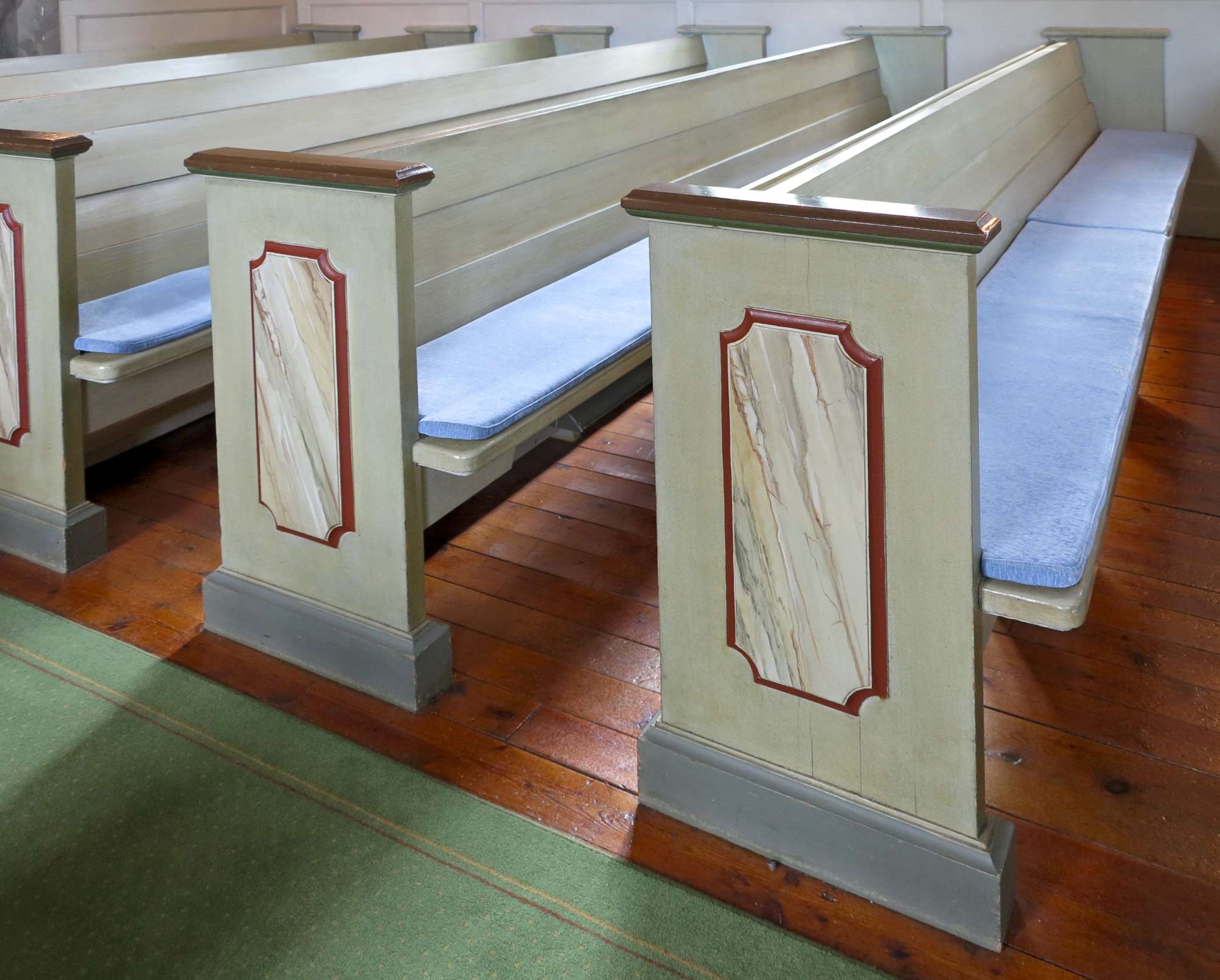
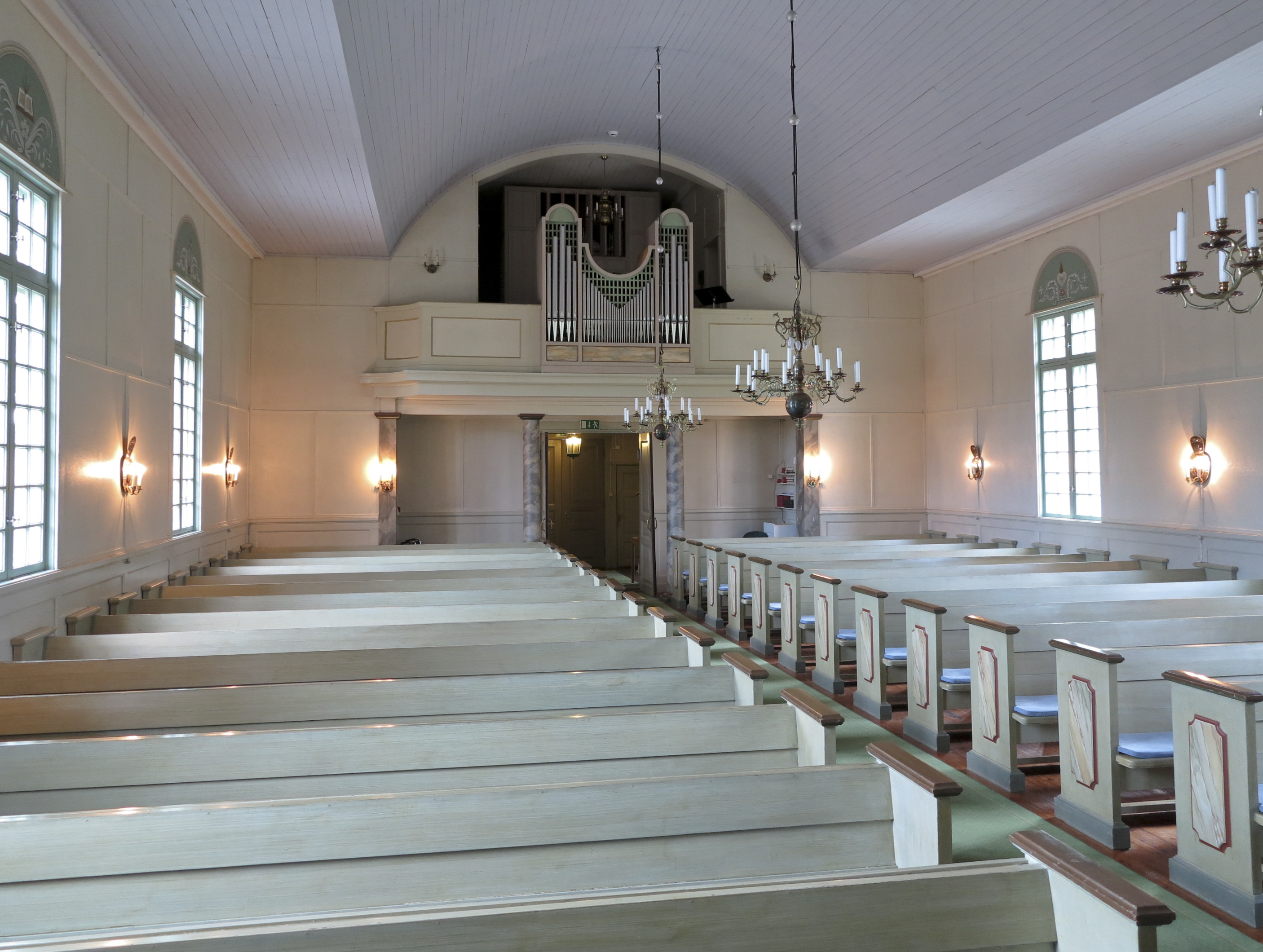
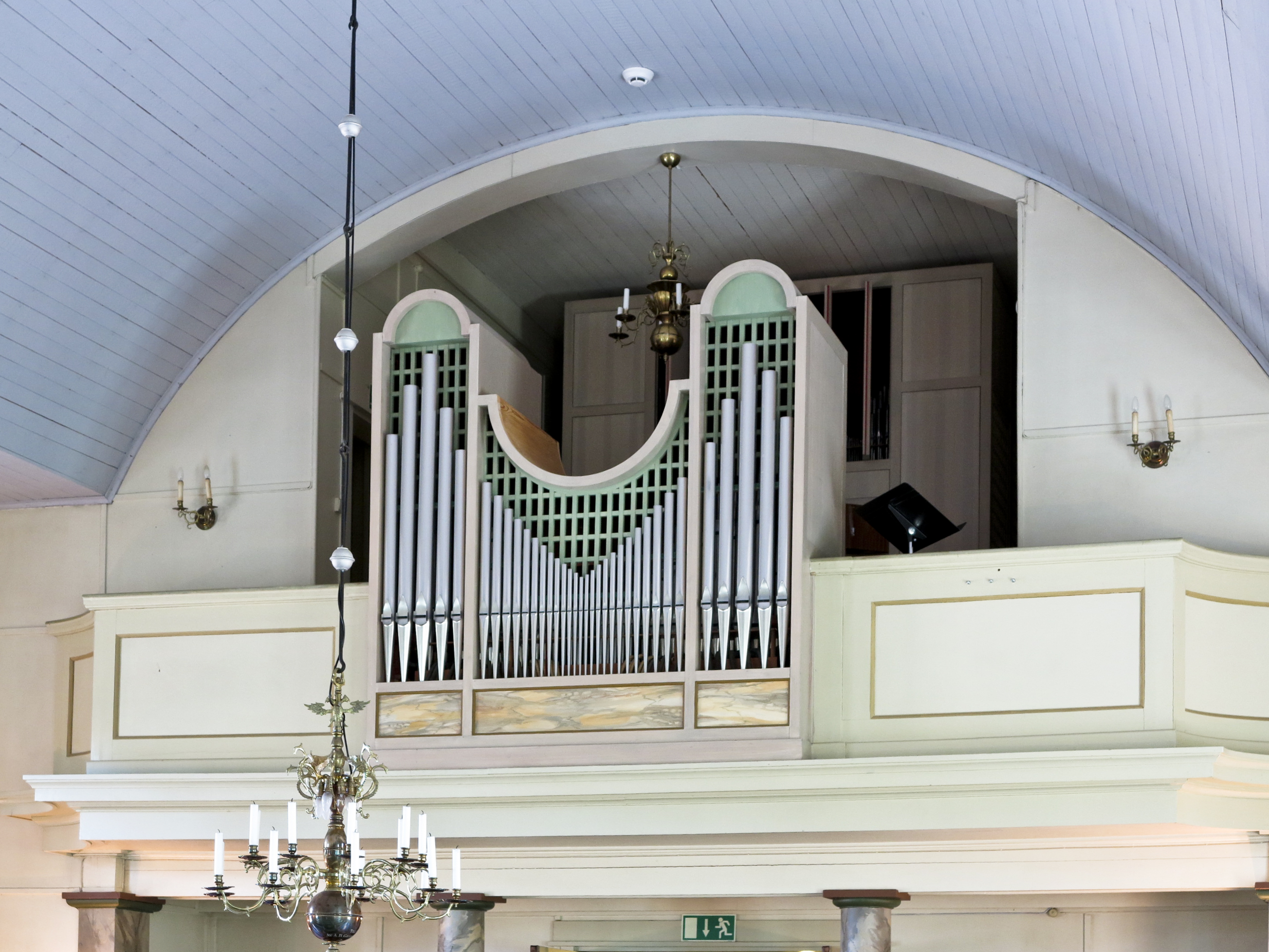
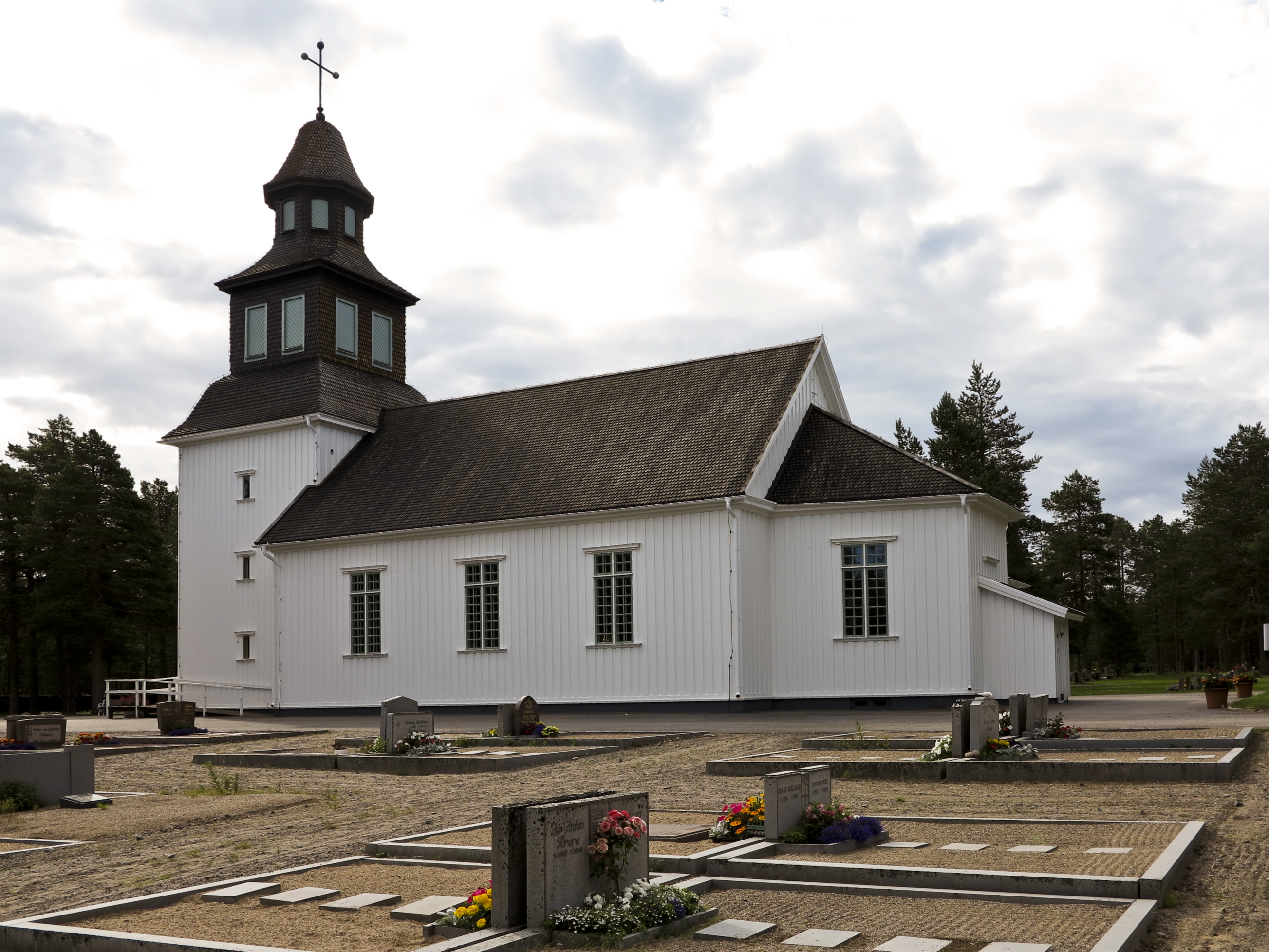